# Maxim Dessau
Maxim Dessau (* 17. Juli 1954 in Berlin) ist ein deutscher Filmregisseur. Er ist der Sohn des Komponisten Paul Dessau und der Regisseurin Ruth Berghaus.

## Leben
Maxim Dessau wuchs in Zeuthen bei Berlin auf. Seit 1977 studierte er an der Hochschule für Film und Fernsehen in Potsdam-Babelsberg Regie. In dieser Zeit konnte er als Regieassistent im Film  Anton der Zauberer  von Günter Reisch mitwirken. 1981 beendete er sein Studium.
Sein erster Spielfilm Schnauzer von 1984 wurde verboten und das Filmmaterial vernichtet. Erst 1990 konnte Maxim Dessau den nächsten Spielfilm Erster Verlust fertigstellen, für den er mehrere Preise erhielt. Danach drehte er noch den Dokumentarfilm Ugorski.
Maxim Dessau lebt weiter in seinem Elternhaus in Zeuthen. Er ist Rechteinhaber einiger Werke seiner Eltern und berät Publikationen über deren Leben und Werk.

## Filmografie
Regie
- ... Radi, Kurzspielfilm, 34 Minuten[2]
- 1984 Stilleben, Kurzspielfilm, TV
- (1984) Schnauzer, Spielfilm, verboten, 1996 Erstaufführung der einzigen erhaltenen Arbeitsfassung
- 1990 Erster Verlust, Spielfilm, drei Preise
- 1991 Ugorski, Dokumentarfilm

Regieassistenz
- 1978 Anton der Zauberer
- 1986 Hilde, das Dienstmädchen